# XII dynastia
XII dynastia – dynastia władców starożytnego Egiptu, rezydujących, początkowo w Tebach, następnie w Iczi-taui. Dynastia panowała w latach 1976–1794 p.n.e.
| Średnie Państwo – XII dynastia |                       |                             |             |                                 |                                |
| Władca                         | Lata panowania p.n.e. | Nomen                       | Prenomen    | Żony/Mężowie                    | Miejsce pochówku               |
| Amenemhat I                    | 1976–1956–1947        | Amenemhat                   | Sehetepibre | Nefritachenen                   | Piramida w El-Liszt            |
| Senuseret I                    | 1956–1947–1914–1911   | Senuseret                   | Cheperkare  | Neferu I                        | Piramida w El-Liszt            |
| Amenemhat II                   | 1914–1911–1882–1879   | Amenemhat                   | Nebukaure   | Itakait                         | Piramida w Dahszur             |
| Senuseret II                   | 1882–1879–?–1872      | Senuseret                   | Chacheperre | Neferu II, Henemetneferhedżet I | Piramida w El-Lahun            |
| Senuseret III                  | ?–1872–?–1853         | Senuseret                   | Chakaure    | Neferu III                      | Piramida w Dahszur             |
| Amenemhat III                  | ?–1853–1807–1806      | Amenemhat                   | Nimaatre    | Mereret, Aat                    | Piramida w: Dahszur lub Hawara |
| Amenemhat IV                   | 1807–1806–1798        | Amenemhat                   | Maacherure  | Neferusobek (Sobekneferure)     | Piramida w Mazghunie ?         |
| Neferusobek (królowa)          | 1798-1794             | Neferusobek (Sobekneferure) | Sobekkare   | Amenemhat IV                    | Piramida w Mazghunie ?         |